# メルセデス・パス
メルセデス・パス（Mercedes Paz, 1966年6月27日 - ）は、アルゼンチン・トゥクマン出身の元女子プロテニス選手。1997年の全米オープン混合ダブルスで、同じアルゼンチンのパブロ・アルバノとペアを組んで準優勝した。彼女はキャリアを通じてダブルスに優れ、WTAツアーでシングルス3勝、ダブルス23勝を挙げた。パスはアルゼンチンの女子プロテニス選手として、ガブリエラ・サバティーニやパトリシア・タラビーニなどと同世代に位置している。
パスは11人きょうだいの末っ子として、トゥクマン市内でも最大規模の砂糖きび農園の家庭に生まれ、6歳からテニスを始めた。1984年に18歳でプロ入りし、同年10月に日本の「ボーデン・クラシック」（現在は廃止されたトーナメント）で女子ツアー大会のダブルス初優勝を果たす。1985年全仏オープンで4大大会にデビューし、この年から女子テニス国別対抗戦・フェデレーションカップのアルゼンチン代表選手になる。1986年全仏オープンでカーリン・バセット（カナダ）との4回戦に進出。1988年、パスはソウル五輪にアルゼンチン代表として参加資格を得たが、シングルス2回戦・ダブルス1回戦敗退に終わった。オリンピック終了後、1988年11月の「ブラジル・オープン」でシングルス初優勝を達成。1989年の女子ツアーで、彼女は自己最高のダブルス年間5勝を記録した。
パスが世界的な知名度を獲得したのは、1990年全仏オープンの出来事だった。この大会の2回戦で、彼女は大会前年優勝者だった第3シードのアランチャ・サンチェス・ビカリオを 7-5, 3-6, 6-1 で破る勝利を挙げた。4年ぶり2度目の4回戦では、当時14歳2ヶ月のジェニファー・カプリアティに 0-6, 3-6 で完敗した。カプリアティは1990年3月に13歳11ヶ月でプロ入りを認められ、この全仏オープンが4大大会デビュー戦で、いきなりモニカ・セレシュとの準決勝に進出して“天才少女”と呼ばれた選手である。前年優勝者を2回戦で倒したアルゼンチン人選手は、4回戦で天才少女の前に屈した。全仏2回戦で当たる前から、パスとサンチェスはダブルスでペアを組む機会が増え、4月後半に3週連続優勝を達成している。2人は全仏オープンとウィンブルドンの女子ダブルスで、2大会連続のベスト8に入り、女子ツアー年間最終戦のバージニア・スリムズ選手権でダブルス準優勝も記録した。パスとサンチェスの最終戦優勝を阻止した相手は、強豪のキャシー・ジョーダン（アメリカ）＆エリザベス・スマイリー（オーストラリア）組であった。
1991年、彼女は全仏オープンと全米オープンの2大会で女子ダブルス準決勝に進出した。パートナーは全仏がガブリエラ・サバティーニで、全米オープンはレイラ・メスヒ（当時ソ連）であった。1992年バルセロナ五輪で2度目のオリンピック出場を果たし、シングルスは1回戦で敗退したが、パトリシア・タラビーニと組んだダブルスでベスト8に入る。しかし、パスがデビュー年の1984年から1991年まで「8年連続」で続けてきた女子ツアーダブルス連続優勝記録が、1992年にいったん途絶えてしまう。
1997年全米オープンで、メルセデス・パスは同じアルゼンチンのパブロ・アルバノとペアを組み、混合ダブルスで準優勝した。パスとアルバノは、決勝でリック・リーチ（アメリカ）＆マノン・ボーラグラフ（オランダ）組と最終第3セットのタイブレークまで戦ったが、最後は 6-3, 5-7, 6-7 （タイブレーク 3-7）で敗れて優勝を逃した。全米混合準優勝の翌年、1998年9月末に故郷のアルゼンチン・トゥクマンで行われたトーナメントを最後に、パスは32歳で現役を引退した。最後のシングルスは2回戦で敗退したが、パトリシア・タラビーニと組んだダブルスで優勝を飾り、彼女は故郷でのダブルス優勝で選手生活を終えた。